# Anton Wendler
Anton Wendler (* 13. August 1934 in Amsterdam, Niederlande; † 15. Juni 2017) war ein österreichischer Opernsänger (Tenor).
Anton Wendler studierte an der Philosophischen Fakultät der Universität Wien die Fächer Zeitungswissenschaft und Anglistik. An der Wiener Hochschule für Musik und Darstellende Kunst absolvierte er parallel dazu außerdem ein Gesangsstudium zum Opernsänger. 1960 promovierte er zum Doktor der Philosophie (Dr. phil.). Sein Debüt als Opernsänger erfolgte in der Spielzeit 1966/67 in Ulm. Von 1967 bis 1972 war er am Landestheater Innsbruck verpflichtet. 1972 wurde er als Regieassistent an die Wiener Staatsoper engagiert und wirkte dort auch als Spielleiter.
Ab 1974 trat er an der Wiener Staatsoper, meist in kleineren und mittleren Partien, auch als Opernsänger auf. Sein Hausdebüt hatte er im Mai 1974 als Heiratsvermittler Goro in Madama Butterfly. Zu seinen Rollen an der Wiener Staatsoper gehörten weiters u. a. der Notar Dr. Blind (Die Fledermaus), Abbé (Andrea Chénier), der Richter Don Curzio (Le nozze di Figaro), Alcindoro (La Bohème), Spoletta (Tosca) und Bardolfo (Falstaff). Insgesamt trat er in 41 Rollen in 36 Werken an insgesamt 561 Abenden an der Wiener Staatsoper auf. Seinen letzten Auftritt hatte er im Juni 1999 als pontevedrinischer Konsul Bogdanowitsch in der Operette Die lustige Witwe.
Neben seiner Tätigkeit an der Wiener Staatsoper inszenierte er als freischaffender Regisseur
zahlreiche Opern und Operetten, u. a. in Barcelona und Tokio. Seit 1988 war er zeitweise Leiter der Opernklasse am Bruckner-Konservatorium in Linz.
Ab 1982 und erneut nochmals ab 1991 war er für jeweils vier Jahre Betriebsrat des darstellenden künstlerischen Personals der Wiener Staatsoper. Wendler lebte in Pötzleinsdorf. Er starb im Alter von 82 Jahren.
Wendler war verheiratet. Sein Sohn ist der in den Vereinigten Staaten lebende und arbeitende österreichische Filmkomponist Edwin Wendler (* 1975).